# 広域避難場所
広域避難場所（こういきひなんばしょ）とは、災害対策基本法 (第六十一条の四、第八十六条の八)に規定され、地方自治体が指定した避難施設で、大規模な地震や水害、原子力災害、大規模火災、大規模降灰などが起きた時に、広域避難計画において市町村の枠組みを越えて住民が避難する指定緊急避難場所及び指定避難所。

東日本大震災で広域避難の調整に時間を要したことを踏まえ、域外避難を円滑に行うために2012年(平成24年)の災害対策基本法改正にて新設された。

尚、都道府県条例や市町村条例において、指定緊急避難場所として指定している避難場所のうち、大規模な広場等を広域避難場所としている自治体もある。また、地震や津波等の広域災害に備え、自治体間の相互応援協定の重要性が改めて示されている。これには、物資供給や避難所運営の広域的調整、災害対応人材の派遣体制の整備が含まれる。
本稿では特に指定が無い限り、日本国内においての広域避難計画に基づく広域避難場所について解説する。

## 関連法令
- 災害対策基本法

## 関連書籍
- 川上富雄、中井俊雄、磯打千雅子 編『キーワードで学ぶ防災福祉入門』学文社、2024年12月24日。ISBN 9784762033964。 NCID BD09807984。